# Andrea Vuerich
Andrea Vuerich (Pontebba, 6 ottobre 1907 – Udine, 23 aprile 1964) è stato un fondista e combinatista nordico italiano.

## Biografia
Nato a Pontebba, in provincia di Udine, nel 1907, a 24 anni ha preso parte ai Giochi olimpici di Lake Placid 1932 nello sci di fondo, gara dei 18 km, chiudendo 25º in 1h38'42".
4 anni dopo ha partecipato di nuovo alle Olimpiadi, quelle di Garmisch-Partenkirchen 1936, stavolta nella combinata nordica, non riuscendo a terminare la gara.
Ai campionati italiani di sci di fondo ha vinto 1 bronzo nella 18 km, mentre a quelli di combinata nordica 1 oro, 2 argenti e 1 bronzo nell'individuale.